# Javier Benítez
Javier Benítez Pomares (3 de Janeiro de 1979) Foi um ciclista profissional espanhol. Profissional desde 2005, Benítez teve como maior resultado da sua carreira três vitórias em etapas na Vuelta Ciclista Internacional da Extremadura 2006.
Depois de se ter estreado como profissional na Relax Fuenlabrada, Benítez mudou-se esta época para o Mateos, onde conseguiu grande parte dos seus maiores êxitos como atleta profissional. Em 2007,  correu pela primeira vez numa equipa estrangeira, a equipa de Ciclismo do Sport Lisboa e Benfica, cujo chefe-de-fila era José Azevedo.
equipas:
- 2005-2005 :  Relax Fuenlabrada
- 2006-2006 :  Mateos
- 2007-2007 :  Benfica
- 2010 Asfaltos Guerola - CA Valencia Terra i Mar
- 2011 KTM - Murcia
- 2012 Mutua Levante - Cafemax - Renault Ginestar
- 1999 Pinturas Banaka
- 2000 Iberdrola - Loina
- 2001 Iberdrola - Loina
- 2002 Caja Castilla La Mancha
- 2003 Caja Castilla La Mancha - Gramant
- 2004 FC Barcelona - Excellent Center
- 2009 Contentpolis - Múrcia - Ampo

## Palmarés
- 3 etapas Vuelta Ciclista Int. a Extremadura 2006
- 2 etapas GP CTT Correios de Portugal 2006
- 3º Circuito de Getxo "Memorial Ricardo Otxoa"   2006
- 4º Trofeo Mallorca 2006

- 1º na 3ªetapa do GP Abimota Portugal
- 1º na 3ªetapa do GP do Minho Portugal
- 1° na 1ªetapa da Volta a Leon Espanha

Javier Benitez vencer etapa Volta a Chihuahua México 2008

- Ficheiro:Ravier.pngJavier Benitez vencer etapa Volta a Chihuahua México 20081° na 3ªetapa da Volta a Leon Espanha
- 1° na 3ªetapa da Volta a Tenerife Espanha

- 1° na 2ªetapa da Volta a Albacete Espanha
- 1° na 4ªetapa da Parte A de Bizkaiko Bira Espanha
- 1° nas 1ª e 5ªetapas da Volta a Salamanca Espanha

- 1° na 2ª, 4ª e 5ªetapas da Volta Internacional da Extremadura Espanha
- 1° na 4ªetapa da Volta Internacional da Extremadura Espanha
- 1° nas 2ª e 4ªetapas do GP CTT Correios de Portugal
- 1° na 2ªetapa do GP Joaquim Agostinho Portugal

- 1º nas 1ª e 4ªetapas da Volta ao Distrito de Santarém Portugal
- 1º nas 2ª,3ª e 5ªetapas da Volta ao Alentejo Portugal
- 1º na Classificação Final por Pontos da Volta  ao Alentejo Portugal
- 1° nas 1ª,3ª e 4ªetapas do GP Joaquim Agostinho Portugal
- 1º na Classificação Final por Pontos do GP Joaquim Agostinho Portugal

- 1º na 4ªetapa do GP Crédito Agricola Portugal
- 1º na Classificação Final GP Crédito Agricola Portugal
- 1º nas 1ª,5ª e 5ªetapas da Volta Internacional Chihuahua México
- 1º na Classificação Final por Pontos  da Volta Internacional Chihuahua México

- 1º nas 1ª,2ª e 6ªetapas da Volta Internacional Chihuahua México
- 1º na Classificação Final por Pontos  da Volta Internacional Chihuahua México
- 1° na 2ªetapa da Volta Ciclista a Cartagena Espanha
- 1° na 1ªetapa da Volta a Salamanca Espanha
- 1º no Campeonato de Estrada Elite de Valencia

http://www.cyclingarchives.com/coureurfiche.php?coureurid=12376#google_vignette
https://www.procyclingstats.com/rider/javier-benitez-pomares